# Highway 1 (Australia)
Highway 1 – szlak drogowy o łącznej długości 14 500 km, przebiegający dookoła Australii. Łączy ze sobą wszystkie stolice stanów.
Ze względu na swoją długość i system zarządzania, podzielona jest na sekcje wchodzące w skład systemu National Highway i posiadający swoje indywidualne nazwy własne.

## Drogi wchodzące w skład Highway 1
- Princes Highway
- Port Wakefield Road
- Eyre Highway
- Coolgardie-Esperance Highway
- South Coast Highway
- South Western Highway
- Brand Highway
- North West Coastal Highway
- Victoria Highway
- Stuart Highway
- Carpentaria Highway
- Savannah Way
- Gulf Developmental Road
- Bruce Highway
- Pacific Highway
- Brooker Highway
- Midland Highway
- Bass Highway